# Copa da Escócia de 1875–76
A Copa da Escócia de 1875-76 foi a 3º edição do torneio mais antigo do futebol da Escócia. O campeão foi o Queen's Park F.C., que conquistou seu 3º título na história da competição ao vencer a final contra o Third Lanark A.C., pelo placar de 2 a 0.

## Premiação
| Copa da Escócia de 1875-76            |
| Escócia                               |
| ------------------------------------- |
| Queen's Park F.C. Campeão (3º título) |